# Matt Wagner
Matt Wagner (Pennsylvania, 1961. október 9. –) amerikai képregényszerző. Legismertebb saját figurája Grendel, és több elismert Batman és Vertigo-képregényt is jegyez. A Grendellel két Eisner-díj nyertese.

## Pályafutása
Matt Wagner 1961-ben született Pennsylvaniában. Első munkáit a Comico kiadónál jelentette meg 1982-ben. Már ekkor megalkotta a főgonosz/antihős Grendel figuráját, amely hamarosan meghozta számára előbb a szakmai elismerést, majd a közönségsikert is.
1987-ben nyílt először alkalma nagyobb kiadónak dolgozni: a DC Comics-nál egy négyrészes The Demon sorozatot írt és rajzolt. Ezt követően figyelt fel rá a Dark Horse Comics, ahol újabb saját figurát hozott létre (The Aerialist), majd itt folytathatta a Comico csődje miatt félbemaradt Grendelt.
A másik figura, akihez köthető Wagner neve, nem más, mint Batman. A Legends of the Dark Knight sorozatban megjelent emlékezetes "Faces" című háromrészes történetben elemezte a Kétarcú pszichózisát. Idővel megadott neki az is, hogy saját kreatúráját, Grendelt több közös kalandban is szerepeltethesse a Denevéremberrel.
1993-ban az akkor induló Vertigo első saját sorozataként Wagnerre bízta az "eredeti" Sandman, Wesley Dodds figurájának az aktualizálását. Guy Davis rajzolóval együtt teljesen szokatlan interpretációt választottak, amely elsősorban az 1930-as évek, a gazdasági világválság és a második világháború közötti időszak hangulatát idézte meg, és Wesley és barátnője, Dian Belmont viszonyának az alakulásával is kiemelten foglalkozott. Ez a felfogás teljesen elütött a hagyományos szuperhősös történetektől, és jól illeszkedett a Vertigo saját, "érett" világához.
Wagnert gyakran kérik fel borítók készítésére is, ezek közül talán a legemlékezetesebb a Kevin Smith által újjáélesztett Green Arrow első számainak az illusztrálása.

## Válogatott munkái
- Grendel (Comico, Dark Horse Comics, 1983 óta)
- Batman: Faces (DC Comics 1992)
- Batman/Grendel: Devil's riddle/Devil's masque (DC Comics/Dark Horse Comics 1993)
- Sandman Mystery Theatre (rajzolta Guy Davis és mások, társíró Steven T. Seagle, DC Comics/Vertigo 1993–1997)
- Batman/Superman/Wonder Woman: Trinity (DC Comics, 2003)
- Batman: The Riddle Factory (DC Comics)
- Batman: Batman and the Monster Men (DC Comics, 2006)
- Batman: Batman and the Mad Monk (DC Comics, 2006–2007)
- Madame Xanadu (rajzolta Amy Reeder Hadley, DC Comics/Vertigo 2008)

## Munkái magyarul
- Batman: Balhé (Fekete-Fehér Képregényantológia 2, Míves Céh kiadó 2005, fordította Bárány Ferenc)